# 小行星1440
小行星1440（1440 Rostia）是一颗围绕太阳公转的小行星。1937年10月11日，卡爾·威廉·萊茵姆特在海德堡发现了此天体。
該小行星以德國天文學家約翰·萊昂哈德·羅斯特命名。
这颗小行星的绝对星等为349.8334132106589等。